# Patrick Jeudy
Pour les articles homonymes, voir Jeudy.
Patrick Jeudy, né en 1948 à Limoges, est un réalisateur de télévision français, auteur de nombreux documentaires. Les archives audiovisuelles sont la matière première de son travail, qui traite principalement de l'histoire française et américaine.

## Biographie
Il est né à Limoges en 1948, d'un père Maître-Imprimeur et musicien. Il a fait ses études au lycée Gay-Lussac. Etudiant à la faculté de Vincennes et à l'Ecole de théâtre Charles Dullin, il a fait son service militaire au cinéma des armées. En 1969 et 70, il est speaker à Sight and Sound Londres.
Il s'est intéressé à l'Indochine, au destin de Marilyn Monroe, à la famille et à l'assassinat de John Kennedy, alors qu'il avoue une préférence de jeunesse pour Richard Nixon.
Patrick Jeudy a également été directeur de collection et réalisateur d’Histoire de la fiction, une série sur la fiction télévisée diffusée sur France 5, et a réalisé en 1999 la partie filmique du spectacle de Robert Hossein, Celui qui a dit non, spectacle sur De Gaulle.
Il est  administrateur de la Scam (Société civile des auteurs multimédias) pendant quatre mandats de quatre ans.

## Filmographie
- 1987 : Rapho, histoire d'une famille avec Frédéric Mitterrand
- 1987-1988 : série Destins avec Frédéric Mitterrand - TF1
- 1991 : Les Yeux d’Eva Braun - texte de Gérard Miller - (sélection officielle FIPA 91) - TF1
- 1994 : Les quatre lieutenants français - texte de Patrick Jeudy et Louis Gardel - Canal+ - France 3
- 1997 : Pour l'amour de l'Inde avec Catherine Clement - Canal Plus
- 1999 : De Gaulle - Churchill : Mémoires de guerre
- 2000 : Robert Doisneau, tout simplement - d’après les photographies de Robert Doisneau - France 5
- 2001 : L'ami américain : l'Amérique contre de Gaulle - France 3 - La cinquième
- 2002 : Marilyn malgré elle - d’après les photographies inédites de Milton Greene - texte de Gérard Miller - Arte
- 2003 :  Ce que savait Jackie -  texte de Gérard Miller - Festival du film de New York - Festival international du film de Chicago - France 3
- 2003 : Bob Kennedy, l’homme qui voulait changer l’Amérique - Arte
- 2004 : Diên Biên Phu : le rapport secret - France 3[a]
- 2004 : Robert Capa, l'homme qui voulait croire à sa légende - Arte[8]
- 2006 : A bomber named the Liberty Lily - Arte
- 2007 : Richard Nixon, l'homme que vous avez aimé haïr - France 5
- 2008 : Marilyn, dernières séances - d'après l'ouvrage de Michel Schneider - France 2
- 2009 : Eliot Ness contre Al Capone - Arte
- 2010 :  Les enfants de l'exode - France 5 - France 2
- 2011 : Il n'y a pas de Kennedy heureux - France 3
- 2011 : De Gaulle, le géant aux pieds d'argile - Arte
- 2012 : Le roman de l'Indochine - France 3
- 2013 : Dallas, une journée particulière - Arte
- 2014 : Jackie sans Kennedy - France 3
- 2015 : Jayne Mansfield : la tragédie d'une blonde - Arte
- 2015 : Poulidor premier - France 3[9]
- 2016 : 10 jours dans la guerre d'Espagne - France 5
- 2016 : Eleanor Roosevelt, First Lady of the World - Arte
- 2017: Susan, l'héroïne cachée de Bir-Hakeim - France 5
- 2018 "Conversation avec Romy" pour Arte
- 2018 "Qu'est il arrivé à Rosemary Kennedy" France 5
- 2019 "Les Conquérants de l'espace" deux épisodes de 52 mes pour France 5
- 2020 : Ils détestaient De Gaulle - Histoire TV et Les Bons Clients
- 2022 : Gérard Philipe, le dernier hiver du Cid
- 2023 : Adamo, ma vie, la vraie - France 3
- 2023 : Appelez moi Mademoiselle pour Arte (Amanda Lear)
- 2024 "Les fantômes du Tonkin" France 3

## Documentaire
Le documentaire, Aventure en Indochine : 1946-1954, notamment inspiré de la vie de Jean Hougron, entraîne le spectateur sur les pas de Jean, un jeune aventurier qui part tenter sa chance en Indochine en 1945 :
- réalisateur : Patrick Jeudy ;
- montage : Christine Marier ;
- documentaliste : Mathilde Guinard ;
- illustrations : Jérémie Gasparutto ;
- illustration musicale : Laurent Lesourd ;
- produit par : Jean Labib et Anne Labro ;
- en coprodruction avec l’ECPAD ;
- avec la participation de France Télévisions, Public Sénat et TV5 Monde ;
- avec le soutien de la PROCIREP - Société des Producteurs, l’ANGOA et le Centre national du cinéma et de l'image animée.

## Distinctions et décorations
- Le Laurier du meilleur film documentaire de l'année avec Aventure en Indochine, le 17 février 2014[10]. Il en avait déjà été lauréat en 2006 avec "L'homme qui voulait croire à sa légende" (Robert Capa) et "Dien Bien Phu".